# Symbolisme

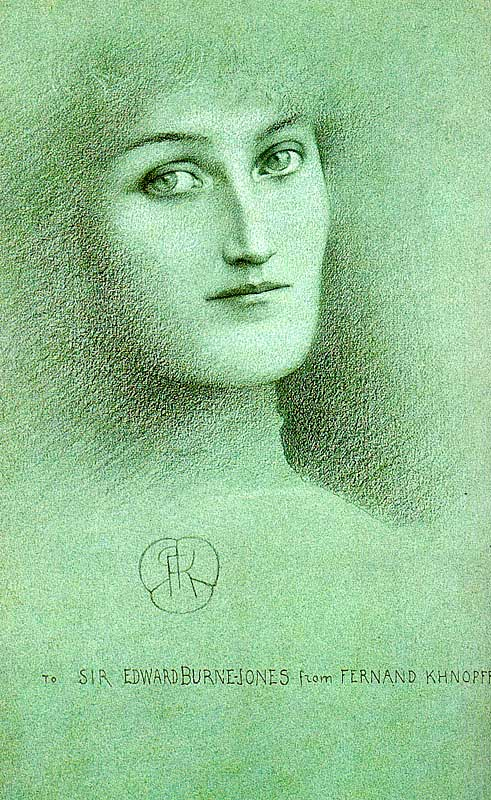
Fernand Khnopff, Studie van een vrouw, 1891, opgedragen aan de prerafaëlitische schilder Edward Burne-Jones

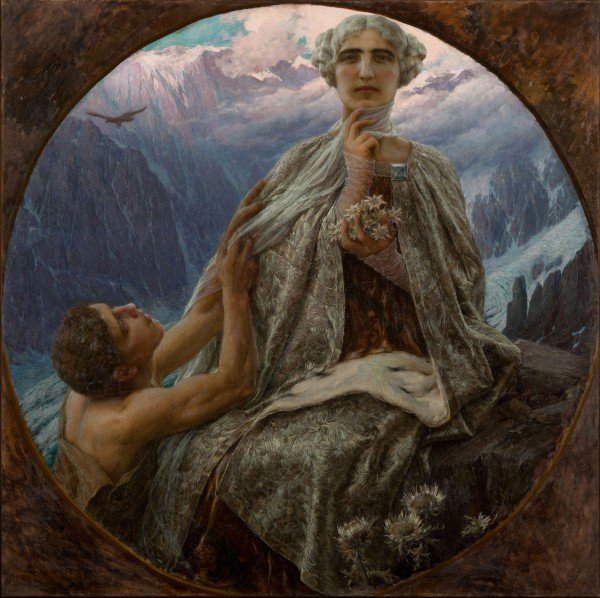
"De top", "De koningin van het ijs", een symbolistisch werk van Cesare Saccaggi

Het symbolisme was tijdens het fin de siècle een stroming in de beeldende kunst, muziek en literatuur die zijn hoogtepunt bereikte tussen 1880 en 1910. In eerste instantie vooral in Frankrijk, maar spoedig daarna ook elders in Europa. Het ontstaan van het symbolisme is te zien als een reactie op het rond 1850 dominante realisme en naturalisme in de kunst. Verbeeldingskracht, fantasie en intuïtie werden centraal gesteld. Het symbolisme kenmerkt zich door een sterke hang naar het verleden en een gerichtheid op het onderbewuste, het ongewone en het onverklaarbare. Het symbool stond daarbij centraal, en wordt een zintuiglijk waarneembaar teken dat verwijst naar een poort naar de niet-zintuiglijke wereld. De innerlijke, irrationele ervaringen worden belangrijk, met de nadruk op droombeelden en de dood. Vormen van machteloosheid, loomheid en decadentie roepen een sfeer op van onheilsverwachting en dreiging.

## Ontstaan

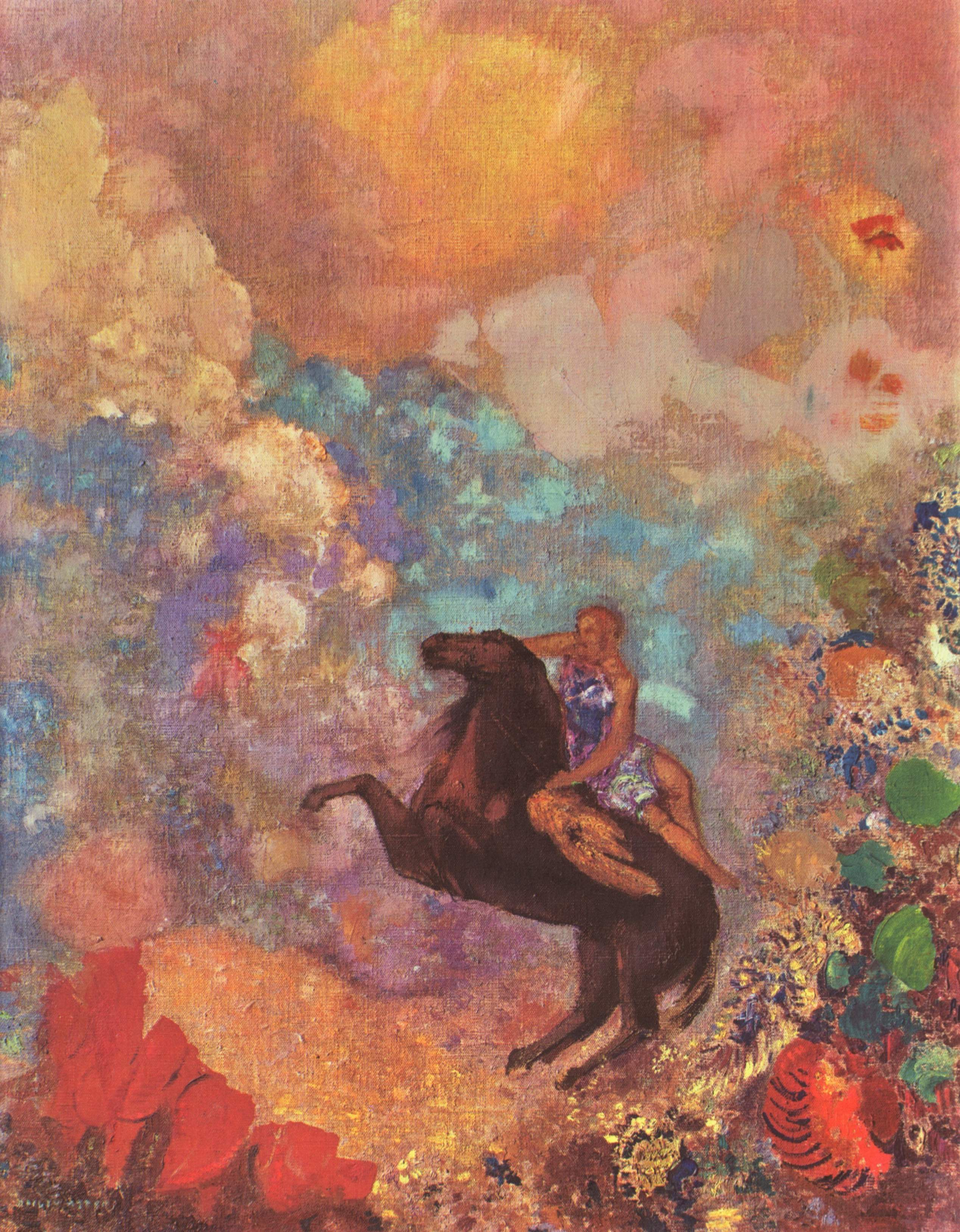
Odilon Redon, Muze op Pegasus, ca. 1900

Het symbolisme ontstond als kunststroming in de tweede helft van de negentiende eeuw. De Europese samenleving in het midden van de negentiende eeuw kenmerkte zich door grote veranderingen. Er was sprake van een toenemende industrialisatie, technologische veranderingen, urbanisatie en toenemende sociale verschillen. Het was een tijd van nieuwe ontdekkingen en vooruitgangsdenken: positivistisch rationalisme en sociaaleconomisch realisme stonden centraal.
Tegenover het vooruitgangsdenken ontstond evenwel bij velen een gevoel dat tegelijkertijd ‘iets goeds’ verloren dreigde te gaan, vooral gelegen in het oude culturele stelsel. “Je krijgt het gevoel”, schreef de symbolistische dichter Gustave Kahn, “dat deze mensen alleen maar naar bronnen van inkomsten lopen te zoeken; de bron van de dromen droogt op”. De positivistische kijk op de wereld werd in de tweede helft van de negentiende eeuw ook steeds vaker ervaren als een onderdrukkende kracht. Er ontstond vooral bij veel kunstenaars een deprimerend gevoel van verval, dat bepalend zou worden voor de opkomst van het symbolisme.

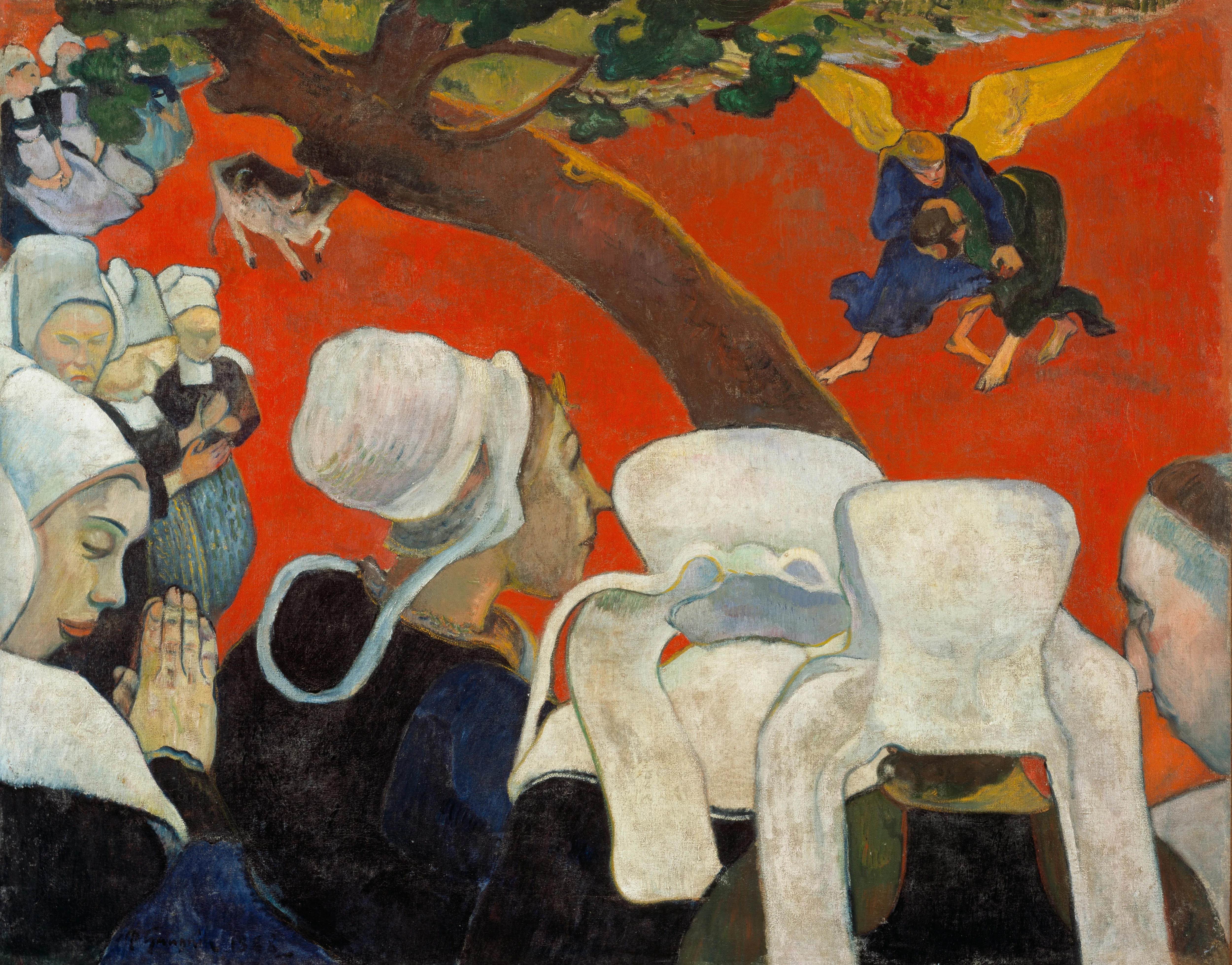
Paul Gauguin, La vision après le sermon, 1888

De nieuwe stroming wortelt sterk in de romantiek, die rond 1800 ook al ontstond als een tegenbeweging voor de overwaardering van rede en objectiviteit. “Symbolistische dichters roepen liever de maan op dan de zon, liever de herfst dan de lente, liever stilstaand dan snelstromend water en liever regen dan een blauwe hemel”, schrijft filosoof en kunsthistoricus Michael Francis Gibson: “Ze klagen over treurigheid en verveling, over teleurstelling in de liefde, over machteloosheid en over matheid en eenzaamheid. Ze zijn bedroefd omdat ze ondervinden dat ze in een wereld leven die in doodsnood verkeert”. Duidelijk herkenbaar is het pessimisme van Schopenhauer.
Een andere voedingsbodem voor het symbolisme was de religieuze, katholieke mentaliteit in Frankrijk, België, Oostenrijk en delen van Duitsland. Ook Engeland kan in dat rijtje worden geplaatst. In Engeland kwamen de symbolistische principes rond 1850 als eerste tot uitdrukking via het kunstenaarsgenootschap van de prerafaëlieten, die teruggrepen op de stijl van het Quattrocento. Het begrip symbolisme werd voor het eerst expliciet gebruikt in Frankrijk. Jean Moréas introduceerde de term in een artikel in Le Figaro (1886), waarin hij stelde dat een aantal decadent genoemde schrijvers een betere naam verdienden: symbolisten dus. “Alleen in het uitdrukken van hun diepste emoties”, schreef hij, “maken symbolistische dichters hun ideeën aanschouwelijk.

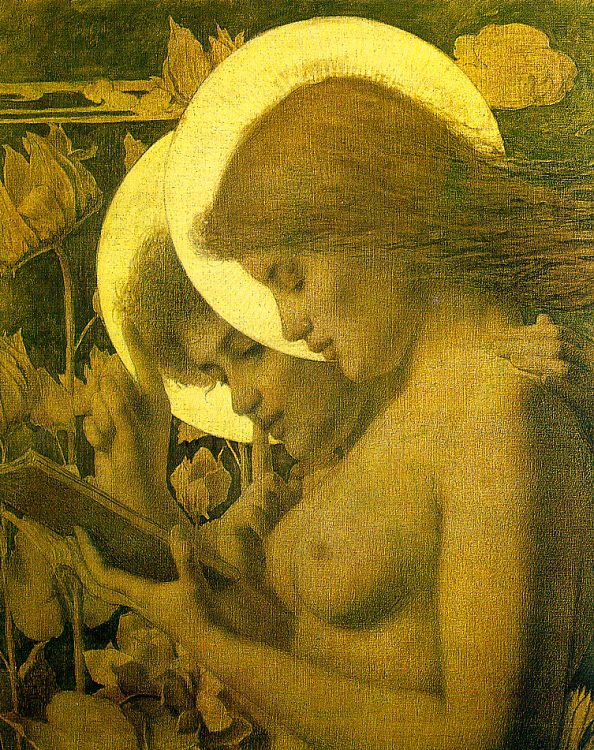
Louis Hawkins, Les Auréoles, 1894

## Typering
De term symbolisme verwijst niet zozeer naar een bepaalde stijl (vorm) als wel naar een wijze van benadering (inhoud). In de schilderkunst werd de term toegepast op zeer verschillende stijlen, die echter alle gemeen hadden dat ze het realisme en het naturalisme afwezen. Verbeeldingskracht, spiritualiteit en intuïtie kwamen centraal te staan. Er was sprake van een sterke hang naar het verleden en een gerichtheid op het onderbewuste, het esoterische en het onverklaarbare. Symbolisten wilden niet afstandelijk observeren, ze zochten vooral naar het bijzondere, het fantastische.
Het symbool is een beeld, een term of een klank die iets anders verbeeldt, het verwijst naar een afwezige realiteit die het alledaagse overstijgt. In de kern gaat het om een conflict tussen twee wereldbeelden: aan de ene kant is er de onveranderlijke wereld van handel en industrie, onverschillig tegenover diepere waarden. Aan de andere kant is er het geloof in een transcendente wereld die een totale verandering belooft van wat gegeven is. “Het symbolisme drukt dus iets anders uit dan de zichtbare werkelijkheid”, schrijft de hellenist E.R. Dodds, “en dat niet zomaar oppervlakkig. De stroming gaat dieper: ze raakt aan de voortdurende veranderende staat van de beschaving en aan haar endogene neurose”.

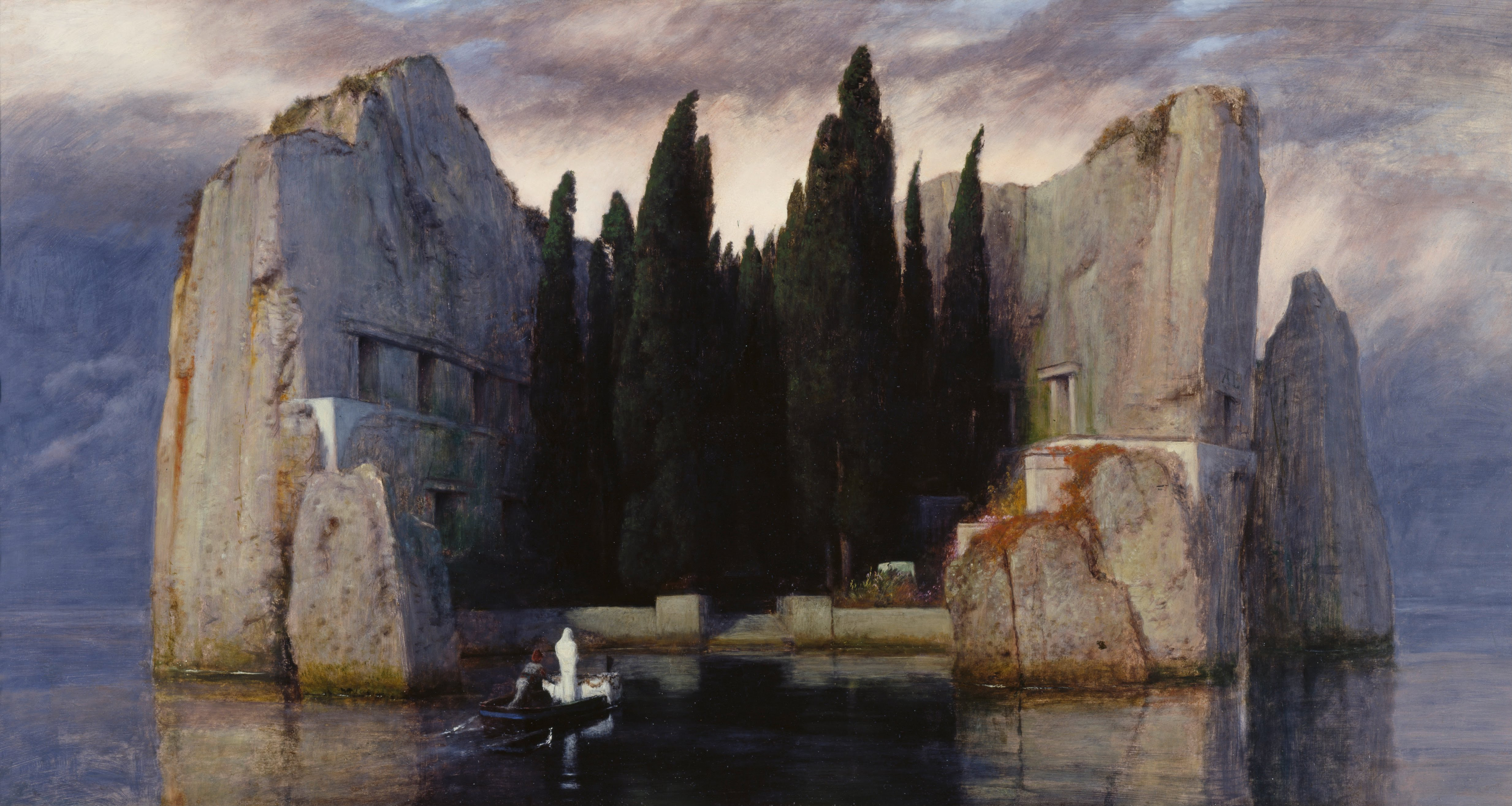
Arnold Böcklin, Die Toteninsel, 1883

Primair gaat het de symbolisten om het scheppen van betekenis in een wereld waarin de vervulling van de eerste levensbehoeften de plaats had ingenomen van een vroegere gemeenschappelijke visie op de wereld. Kunst die van enig belang is, zo vonden de symbolisten, verwijst naar een niveau dat uitstijgt boven zichzelf en de wereld.

## Symbolisme in de schilderkunst

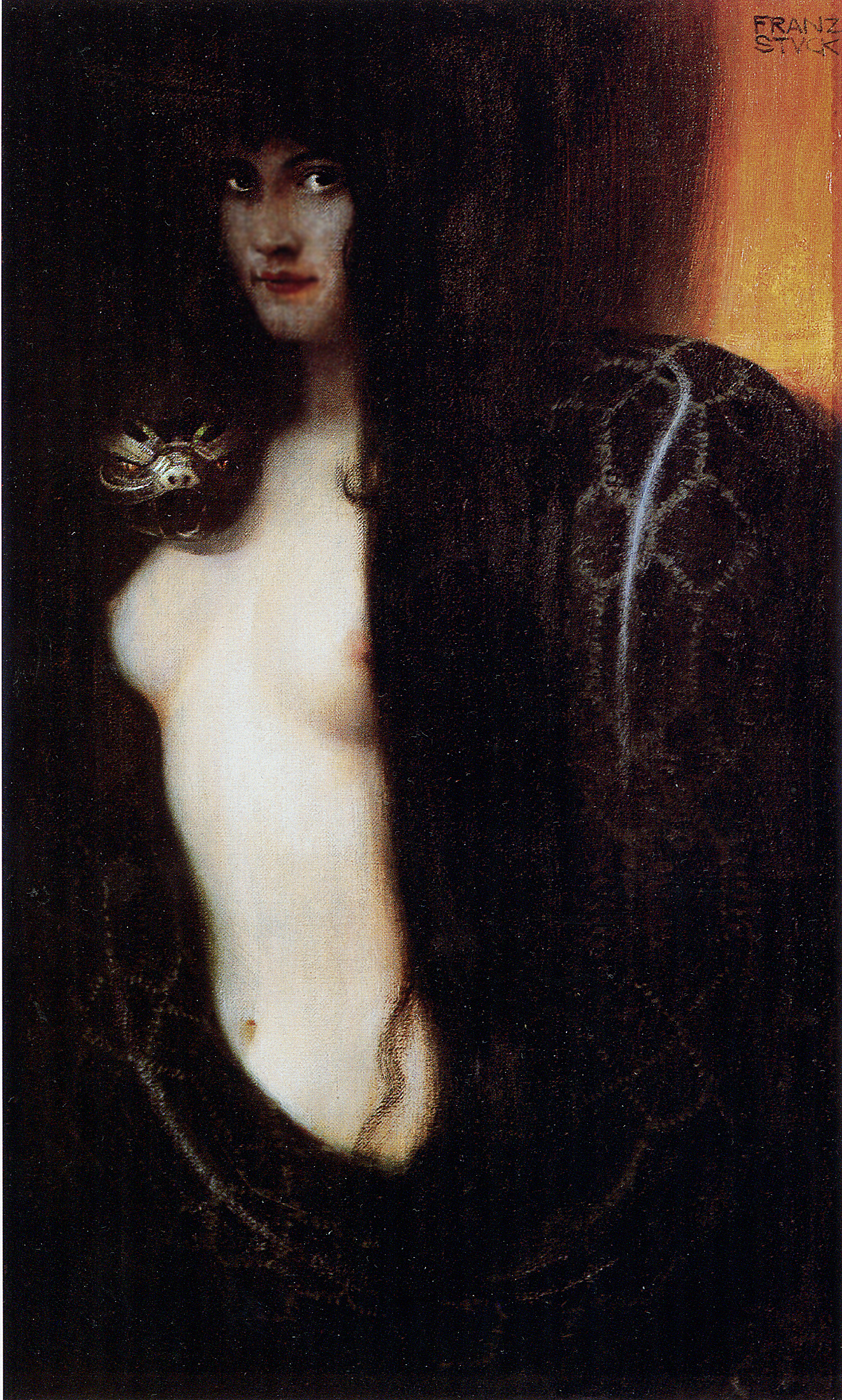
Franz von Stuck, Die Sünde, 1893

Binnen de schilderkunst leidde het symbolisme tot een bewuster en nadrukkelijker gebruik van kleuren als uitdrukkingsmiddel van emotie, en daarmee van de eigen werkelijkheid. Hetzelfde geldt voor lijnen en vormen, die niet meer precies conform de realiteit hoefden te zijn. Vaak zochten symbolistische kunstenaars inspiratie bij primitieve culturen, zoals Paul Gauguin, die de emotionele benadering van de kunst hoger stelde dan de intellectuele. Als uitdrukkingsvorm gebruikte hij vooral ongemengde kleuren en vereenvoudigde, donker omlijnde vormen. Hij moedigde zijn navolgers aan vooral “uit het hoofd” te schilderen en de verbeelding te laten werken omdat in emoties meer betekenis en symboliek verscholen zou zijn dan in natuurlijke vormen.
Het centrum van de symbolische kunst rond de eeuwwisseling van 1900 was gelegen in Parijs. Daar hadden zich veel kunstenaars verzameld die zich verwijderden van een realistische weergave van de wereld. Naast Gauguin waren Puvis de Chavannes, Émile Bernard, Paul Sérusier, Maurice Denis, Gustave Moreau, Odilon Redon en iets later Marcel Duchamp belangrijke exponenten. In de Duitstalige gebieden was de invloed van de romantiek duidelijk merkbaar, waarbij namen als Arnold Böcklin, Ferdinand Hodler, Franz von Stuck, Carlos Schwabe en in Oostenrijk Gustav Klimt horen. Een bijzondere variant, met een centrale plaats voor het onbewuste, ontwikkelde zich in Scandinavië, met de Noor Edvard Munch als bekendste vertegenwoordiger. Het Russisch symbolisme bracht namen voort als Michail Vroebel, Michail Nesterov, Nikolaj Rjorich, Wassily Kandinsky en Alexandre Benois.

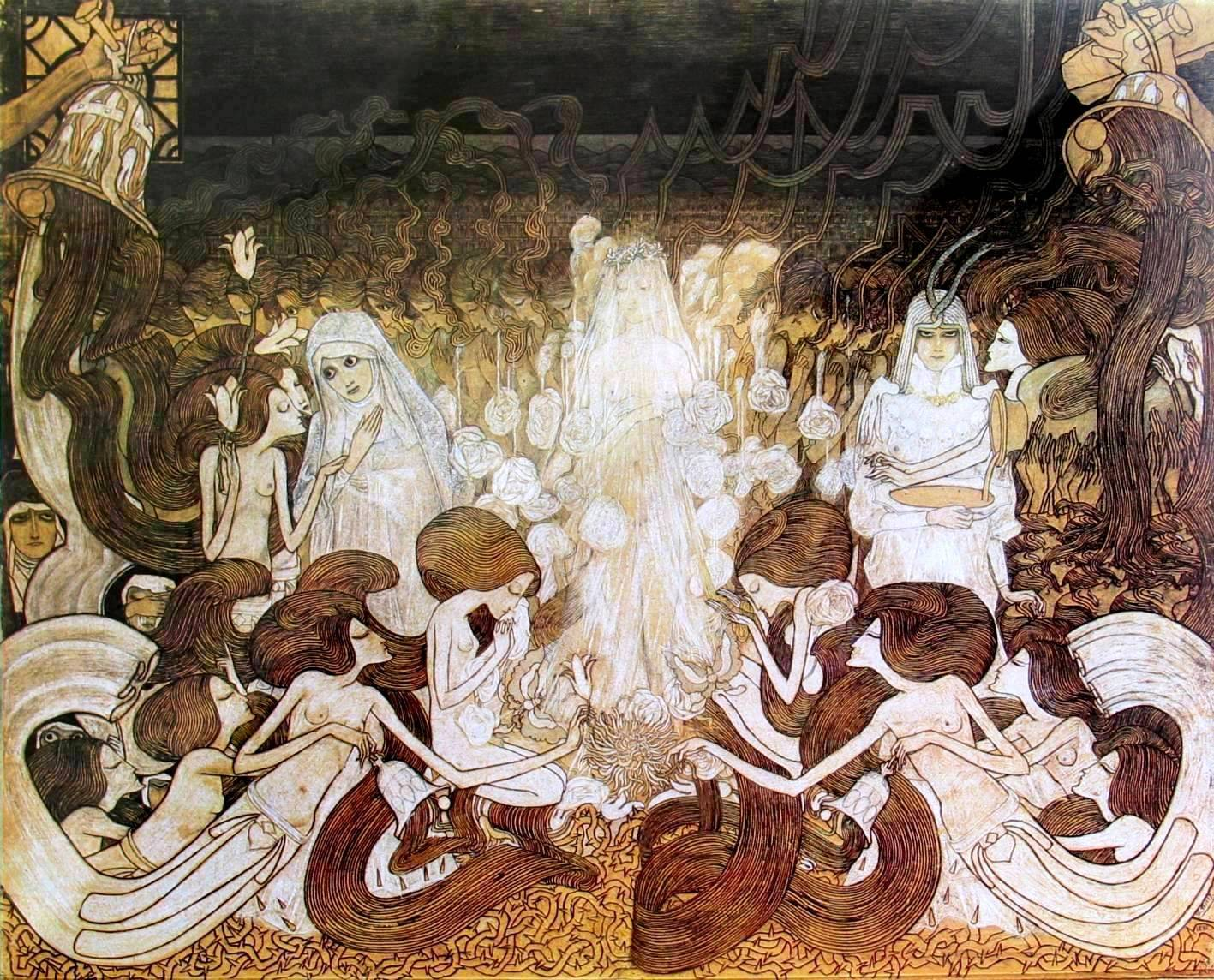
Jan Toorop, De drie bruiden, 1893

In het katholieke België ontstond aan het einde van de negentiende eeuw te Brussel een symbolistisch centrum van internationale allure, zich concentrerend rondom de kunstenaarsgroepering ‘Les Vingt’. Belangrijke vertegenwoordigers waren Fernand Khnopff, George Minne, Paul Delvaux, James Ensor, Léon Spilliaert, Félicien Rops en Jean Delville. In Vlaanderen ontwikkelde zich rond Albijn Van den Abeele de eerste Latemse School, die onder invloed van het "stedelijk symbolisme" van dichter Karel van de Woestijne en de beeldhouwer George Minne, de mystieke symbolisten werden genoemd. In het overwegend protestantse Nederland kwam het symbolisme minder tot wasdom, maar dienen niettemin de namen van Jan Toorop, Richard Roland Holst en Johan Thorn Prikker te worden genoemd.
In de twintigste eeuw is de invloed van het symbolisme terug te vinden in een veelheid aan stromingen, wellicht het meest duidelijk in het expressionisme, het post-impressionisme, het surrealisme en in diverse primitivistische stromingen, waaronder het dadaïsme. Daarnaast dient vermeld te worden dat de grote pioniers van de abstracte kunst als Kandinski, Malevitsj, Picasso, Kupka en ook Piet Mondriaan aanvankelijk allemaal symbolistische schilders waren. Sommigen van hen zijn zelfs tot abstractie gekomen door een extrapolatie van de symbolische vereenvoudiging van de vorm; Mondriaan is daarvan het bekende voorbeeld. De ironie wil echter dat het modernisme en de erkenning van de abstracte kunst na de Eerste Wereldoorlog zorgden voor het goeddeels verdwijnen van het symbolisme als stroming: er werd radicaal gebroken met het verleden. Het symbolisme werd vooral geassocieerd met decadentie, hetgeen men afwees. Vanaf de jaren 1970 kwam er een herwaardering voor de schilders van het symbolisme.

## Symbolisme in de literatuur

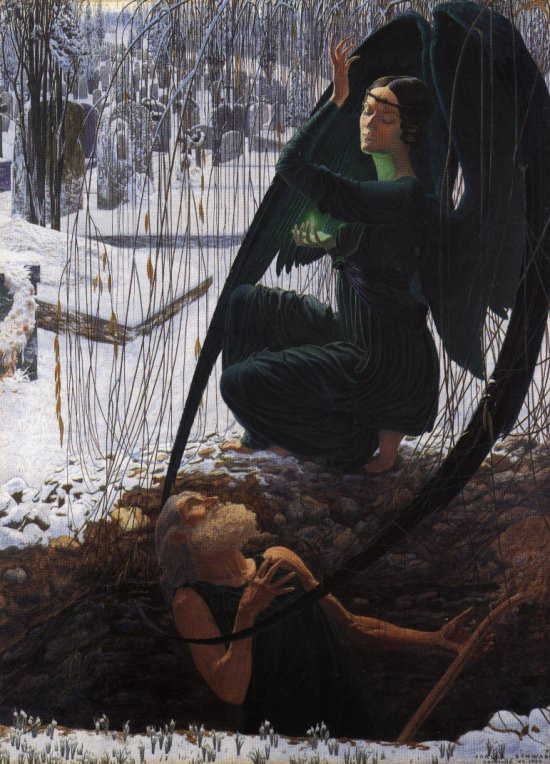
Carlos Schwabe, Mort du fossoyeur, 1895

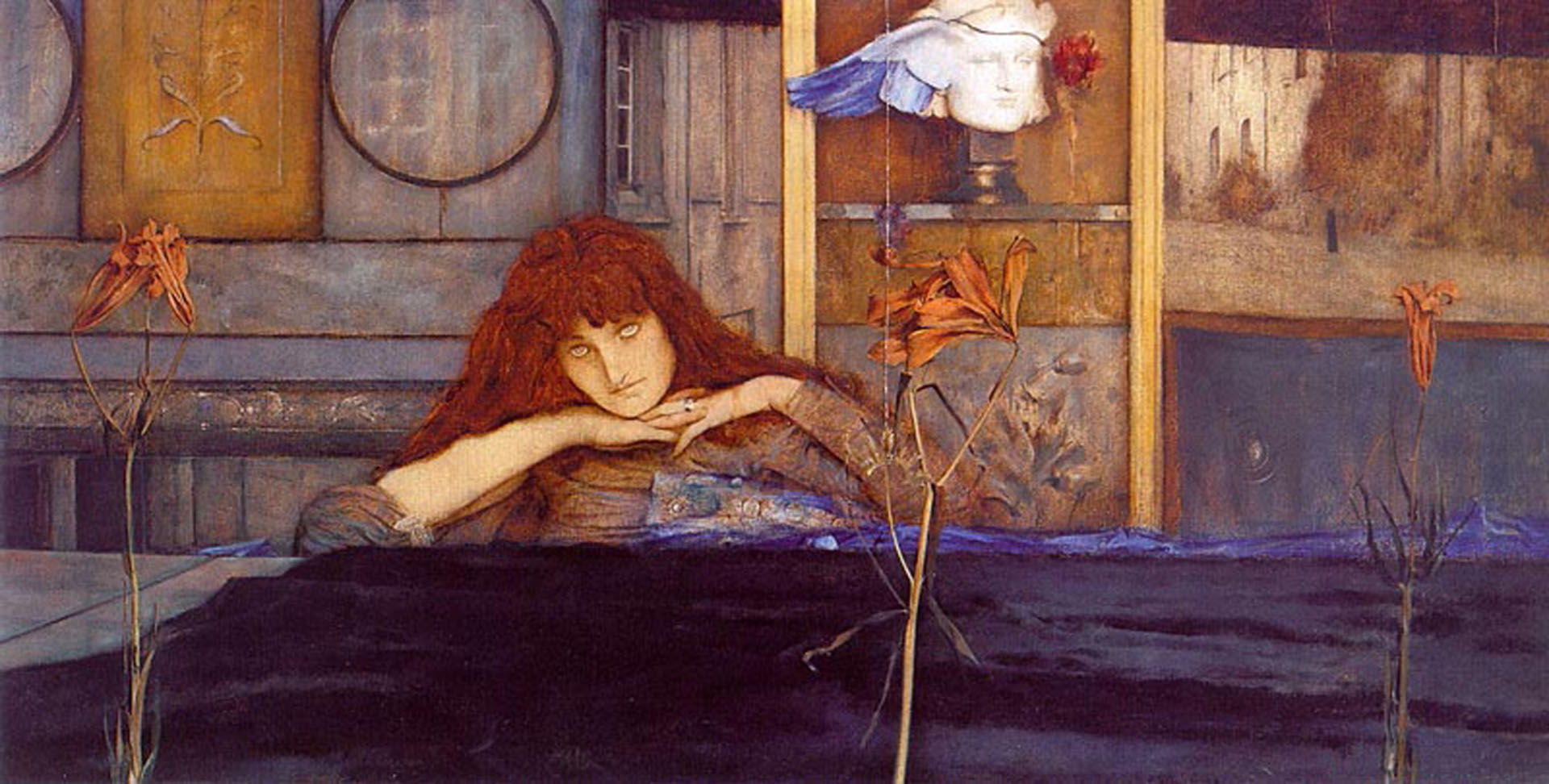
Fernand Khnopff, I lock my door upon myself, 1891

Net als in de schilderkunst is ook het symbolisme in de literatuur te zien als een reactie op het rond 1850 dominante realistische en naturalistische schrijven. Rond 1860 legde de Franse dichtersbeweging Parnasse, die het begrip L'art pour l'art introduceerde, de eerste fundamenten. Vanaf de jaren 1870 ontstond er in Frankrijk met Charles Baudelaire, Stéphane Mallarmé, Paul Verlaine en zijn poètes maudits een expliciet symbolistische beweging, die de vorm in het dichten centraal stelde. Kunst werd gezien als autonoom, verheven boven de natuur. Uiteindelijk mondde deze manier van schrijven uit in een vorm van estheticisme, soms neigend naar decadentisme, onder meer verwoord in de roman A Rebours van Joris-Karl Huysmans. In 1886 werd het gedachtegoed verwoord door Jean Moréas, in een 'symbolistisch manifest', als hierboven reeds aangegeven.
Na de bloei van het Frans symbolisme kende in het begin van de twintigste eeuw het Russisch symbolisme een hoogtepunt, met schrijvers als Andrej Bely, Alexandr Blok. Zinaida Hippius en Dmitri Merezjkovski. Ook in België was er in die tijd een sterke symbolistische literaire beweging, met onder meer Maurice Maeterlinck. Ook Georges Rodenbach met zijn roman Bruges-la-Morte is een vertolker van dit symbolisme in de literatuur. In Nederland zijn invloeden herkenbaar bij Adriaan Roland Holst en Herman Gorter.
Net als in de schilderkunst ging ook het symbolisme geleidelijk op in sterk uiteenlopende stromingen, om uiteindelijk na de Eerste Wereldoorlog als beweging te verdwijnen. De invloed bleef echter tot ver in de twintigste eeuw voelbaar, onder andere bij schrijvers als Paul Valéry, Jorge Luis Borges en T.S. Eliot.

## Muziek, theater en beeldhouwkunst
Het symbolisme vond ook zijn weg naar de wereld van de muziek, waar Claude Debussy, Alexander Skrjabin en de vroege Igor Stravinski belangrijke vertegenwoordigers waren. Gangbare technieken en compositievormen werden afgewezen; er werd gestreefd naar een strikt zintuiglijke ervaring bij de luisteraar. Esthetische principes stonden centraal, thema’s werden vaak ontleend aan werk van symbolistische schrijvers.
In het theater werd het symbolisme vaak geassocieerd met de Russische regisseurs Konstantin Stanislavski en Vsevolod Meyerhold, die het begrip het 'emotioneel geheugen' introduceerden: de acteur moet putten uit de vaak diep verborgen herinneringen uit het gevoelsleven. In Rusland groeide ook het decorontwerpen uit tot een ware vorm van symbolistische kunst, met Alexandre Benois als exponent.
Bij de symbolistische beeldhouwkunst horen de namen Auguste Rodin, Max Klinger en George Minne.

## Verwante stijlen

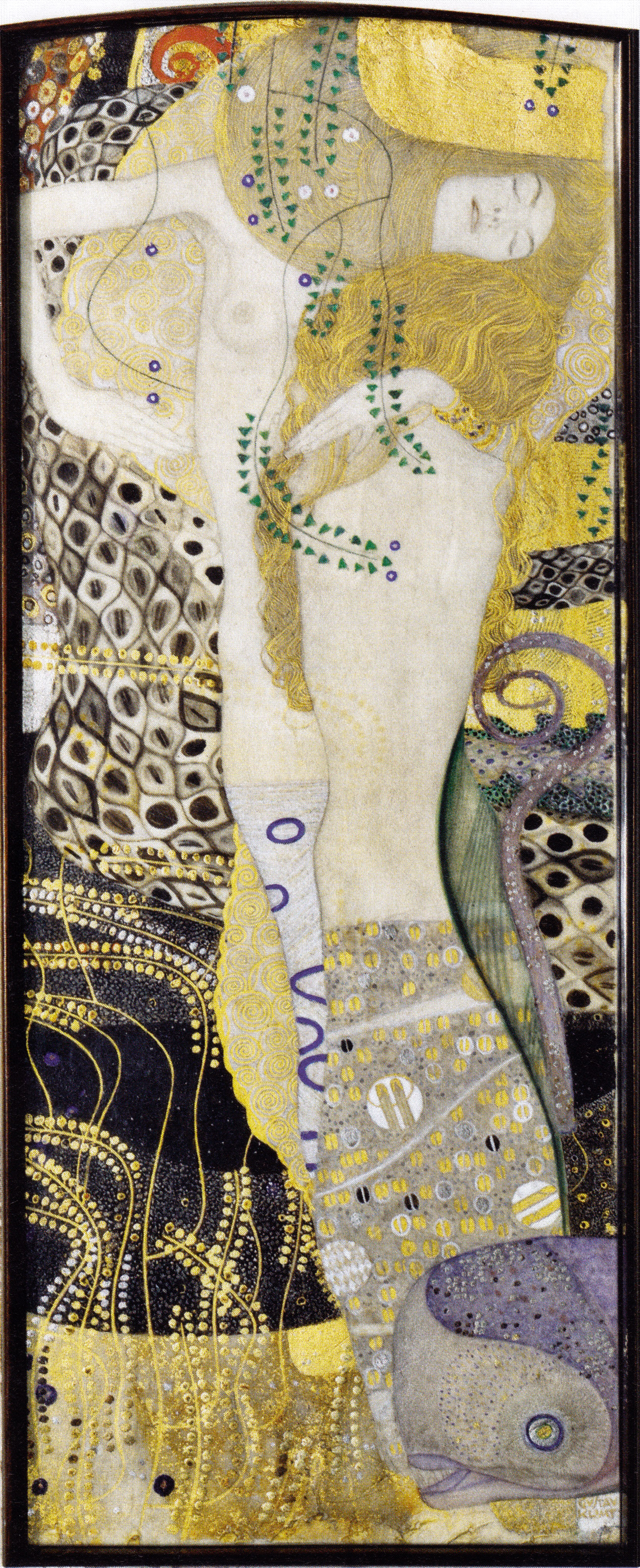
Gustav Klimt, Wasserschlangen I (Freundinnen), 1904

Verwante stijlen zijn:
- Russisch symbolisme
- Prerafaëlisme
- Estheticisme
- Primitivisme
- Postimpressionisme
- Expressionisme
- Surrealisme

## Symbolistische schilders

#### Nederland
- Jan Toorop
- Antoon Derkinderen
- Johan Thorn Prikker
- Willem van Konijnenburg
- Richard Roland Holst
- Carel de Nerée tot Babberich
- Willem Wiegmans
- Hans Mengelberg
- Pieter Cornelis de Moor

#### België
- Fernand Khnopff
- Albert Ciamberlani
- Jean Delville
- Constant Montald
- Xavier Mellery
- Léon Spilliaert
- William Degouve de Nuncques
- Emile Fabry
- Felix De Boeck
- Jan Frans De Boever
- Henry de Groux
- Charles Doudelet
- George Minne
- Constantin Meunier
- James Ensor
- Gustave Van de Woestyne
- Joe English
- Louis Baretta
- Léon Frédéric
- Marguerite Verboeckhoven
- Félicien Rops

#### Frankrijk
- Paul Gauguin
- Gustave Moreau
- Émile Bernard
- Marcel Duchamp
- Odilon Redon
- Maurice Denis
- Alphonse Osbert
- Paul Sérusier
- Félix Vallotton
- Georges Lacombe
- Pierre Puvis de Chavannes
- Eugène Carrière
- Armand Point
- Edmond Aman-Jean
- Gaston Bussière
- Paul Ranson

#### Duitstalige landen
- Franz von Stuck
- Ferdinand Hodler
- Max Klinger
- Carlos Schwabe
- Alfred Kubin
- Johann Heinrich Füssli
- Hans Thoma
- Arnold Böcklin, Zwitserland
- Gustav Klimt, Oostenrijk

#### Engelstalige landen
- Walter Crane
- Albert Pinkham Ryder
- Louis Welden Hawkins
- Frederick Cayley Robinson
- James McNeill Whistler
- Elihu Vedder

#### Rusland
- Michail Vroebel
- Michail Nesterov
- Nikolaj Rjorich
- Wassily Kandinsky
- Alexandre Benois
- Nikolai Kalmakov

#### Overige landen
- Domingo Vega de la Rosa, Spanje
- Edvard Munch, Noorwegen
- Hugo Simberg, Finland
- Gaetano Previati, Italië
- Umberto Boccioni, Italië
- Cesare Saccaggi, Italië
- Giovanni Segantini, Italië
- Néstor, Spanje
- József Rippl-Rónai, Hongarije
- Jan Preisler, Tsjechië
- František Kupka, Tsjechië
- Alfons Mucha, Tsjechië
- Jacek Malczewski, Polen
- Stanisław Ignacy Witkiewicz, Polen
- Witold Wojtkiewicz, Polen
- Mikalojus Konstantinas Čiurlionis, Litouwen

## Symbolistische schrijvers en dichters

#### Frankrijk
- Auguste Villiers de L'Isle-Adam (1838-1889)
- Stéphane Mallarmé (1842-1898)
- Paul Verlaine (1844-1896)
- Joris-Karl Huysmans (1848-1907)
- Arthur Rimbaud (1854-1891)
- Albert Samain (1858-1900)
- Remy de Gourmont (1858-1915)
- Gustave Kahn (1859-1936)
- Jules Laforgue (1860-1887)
- Rachilde (1860-1953)
- Paul Adam (1862-1920)
- Henri de Régnier (1864-1936)
- Paul Valéry (1871-1945)
- Paul Fort (1872-1960)
- Alfred Jarry (1873-1907)
- Charles Baudelaire (1821-1867)

#### België
- Emile Verhaeren (1855-1916)
- Albert Giraud (1860-1929)
- Maurice Maeterlinck (1862-1949)
- Georges Rodenbach (1855-1898)
- Max Waller (1860-1889)
- Valère Gille (1867-1950)
- Iwan Gilkin (1858-1924)
- Georges Khnopff (1860-1927)
- Jean Delville (1867-1953)
- Georges Marlow (1872-1947
- Fernand Séverin (1867-1931)
- Grégoire Le Roy (1862-1941)
- Albert Mockel (1866-1945)
- Marcel Wyseur (1866-1950)
- Karel Van de Woestijne (1878-1929)
- André Fontainas (1865-1948)
- Charles Van Lerberghe (1861-1907)
- Cyriel Geerinck (1889-1957)

#### Rusland
- Innokenti Annenski (1855-1909)
- Fjodor Sologoeb (1863-1927)
- Dmitri Merezjkovski (1865–1941)
- Vjatsjeslav Ivanov (1866-1949)
- Konstantin Balmont (1867-1942)
- Zinaida Hippius (1869-1945)
- Valeri Brjoesov (1873-1924)
- Maksimilian Volosjin (1877-1932)
- Aleksandr Blok (1880-1921)
- Andrej Bely (1880-1934)

#### Overig
- Jean Moréas (1856-1910), Griekenland
- Jurgis Baltrušaitis (1873-1944), Litouwen
- André Jolles (1874-1946), Nederland
- Mikalojus Konstantinas Čiurlionis (1875-1911), Litouwen
- J.H. Leopold (1865-1925), Nederland